# 광각 렌즈

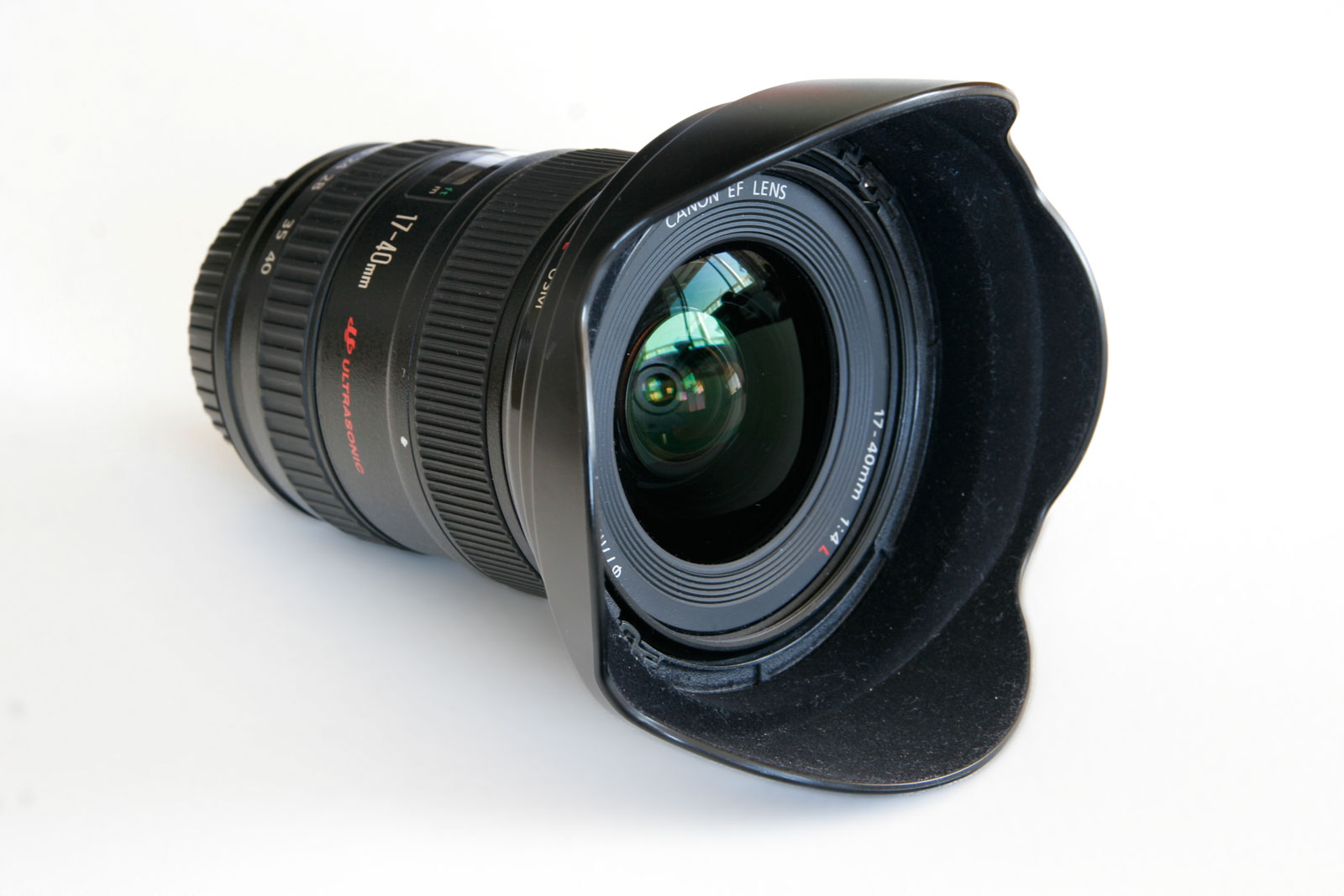
캐논 광각 17-40mm f/4 L 레트로포커스 줌 렌즈

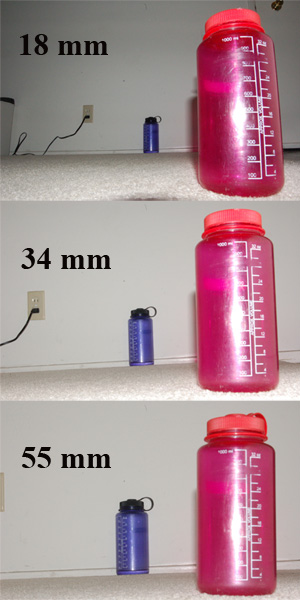
초점거리가 사진 구도에 미치는 영향. 세 장의 이미지는 동일한 두 개의 물체를 동일한 위치에 두고 촬영한 것이다. 초점거리를 변경하고 카메라와 핑크색 병 사이의 거리를 조절함으로써 이 병은 이미지에서 같은 크기를 유지하는 반면, 파란색 병의 크기는 극적으로 변하는 것처럼 보인다. 또한 짧은 초점거리에서는 더 많은 장면이 포함된다는 점에 유의한다.

광각 렌즈(廣角- , wide-angle lens)는 사진술과 시네마토그래피에서 넓은 화각을 커버하는 렌즈이다. 반대로, 주어진 필름 면에 대한 초점거리는 표준 렌즈보다 훨씬 짧다. 이 렌즈 유형은 사진에 더 많은 장면을 담을 수 있게 해주는데, 이는 사진가가 장면에서 더 멀리 떨어져서 촬영할 수 없는 건축, 인테리어 및 풍경 사진에 유용하다.
또 다른 용도는 사진가가 전경과 배경에 있는 물체 사이의 크기 또는 거리 차이를 강조하고자 할 때이다. 가까이 있는 물체는 매우 커 보이고 적당한 거리에 있는 물체는 작고 멀리 떨어져 보인다.
이러한 상대적 크기의 과장은 전경 물체를 더욱 두드러지고 인상적으로 만들면서 광활한 배경을 담아내는 데 사용될 수 있다.
광각 렌즈는 또한 동일한 초점 거리의 표준 디자인 렌즈에 비해 훨씬 더 큰 이미지 서클을 투사하는 렌즈이기도 하다. 이 큰 이미지 서클은 뷰 카메라로 큰 틸트 및 시프트 움직임을 가능하게 한다.
관례적으로 스틸 사진에서는 특정 형식의 표준 렌즈는 이미지 프레임 또는 디지털 포토센서 대각선 길이와 거의 같은 초점 거리를 가진다. 시네마토그래피에서는 대각선의 약 두 배 길이의 렌즈가 "표준"으로 간주된다.

## 특징
초점거리가 긴 렌즈는 피사체를 더 확대하여 거리를 압축하는 것처럼 보이고 (전경에 초점을 맞추었을 때) 피사계 심도가 얕기 때문에 배경을 흐리게 한다. 광각 렌즈는 물체 사이의 거리를 확대하는 경향이 있으며 더 넓은 피사계 심도를 허용한다.
광각 렌즈를 사용하는 또 다른 결과는 카메라가 피사체에 수직으로 정렬되지 않았을 때 더 큰 원근 왜곡이 나타나는 것이다. 평행선은 표준 렌즈와 같은 속도로 수렴하지만 더 넓은 총 시야 때문에 더 많이 수렴한다. 예를 들어, 카메라를 지상에서 위로 향하게 하면 건물들이 뒤로 쓰러지는 것처럼 훨씬 더 심하게 보이는 것은 표준 렌즈로 동일한 거리에서 촬영했을 때보다 광각 촬영에서 피사체 건물이 더 많이 보이기 때문이다.
일반적으로 다른 렌즈는 피사체의 크기를 유지하기 위해 다른 카메라-피사체 거리를 필요로 하기 때문에, 화각을 변경하면 간접적으로 원근을 왜곡하여 피사체와 전경의 겉보기 상대적 크기를 변경할 수 있다.

## 35mm 포맷용 광각 렌즈
36mm x 24mm 포맷의 풀프레임 35mm 카메라의 경우 대각선 길이는 43.3mm이며, 관례적으로 대부분의 제조업체가 채택한 표준 렌즈는 50mm이다. 또한 관례적으로 초점 거리가 35mm 이하인 렌즈는 광각으로 간주된다.
초광각 렌즈는 필름이나 센서의 짧은 면보다 초점 거리가 짧다. 35mm에서는 초광각 렌즈의 초점 거리가 24mm보다 짧다.
풀프레임 35mm 카메라용 일반적인 광각 렌즈는 35, 28, 24, 21, 20, 18, 14mm이며, 후자 4개는 초광각이다.
이 범위의 많은 렌즈는 필름 평면에서 어느 정도 직선적인 이미지를 생성하지만, 어느 정도의 배럴 왜곡은 드물지 않다.
직선 이미지를 생성하지 않는 (즉, 배럴 왜곡을 나타내는) 초광각 렌즈는 어안 렌즈라고 불린다. 35mm 카메라에서 이러한 렌즈의 일반적인 초점 거리는 6~8mm (원형 이미지를 생성한다)이다. 초점 거리가 8~16mm인 렌즈는 직선형 또는 어안 디자인일 수 있다.
광각 렌즈는 고정 초점 거리 및 줌 렌즈 두 가지 종류로 제공된다. 35mm 카메라의 경우, 직선 이미지를 생성하는 렌즈는 8mm만큼 짧은 초점 거리에서도 찾을 수 있으며, 12mm에서 시작하는 2:1 범위의 줌 렌즈도 포함된다.

## 디지털 카메라 고려 사항
틀:현황, 많은 렌즈 교환식 디지털 카메라는 풀프레임 35mm 카메라의 필름 규격보다 작은 이미지 센서를 가지고 있다. 대부분의 경우, 이러한 이미지 센서의 크기는 APS-C 이미지 프레임 크기와 유사하다. 즉, 약 24mm x 16mm이다. 따라서 주어진 초점 거리 렌즈의 화각은 풀프레임 카메라보다 좁을 것이다. 이는 작은 센서가 렌즈가 투사하는 이미지를 더 적게 "보기" 때문이다. 카메라 제조업체는 센서가 풀프레임 35mm 필름 프레임보다 얼마나 작은지를 보여주는 크롭 팩터(때로는 시야 계수 또는 초점 거리 배율이라고도 함)를 제공한다. 예를 들어, 일반적인 크롭 팩터는 1.5(니콘 DX 포맷 및 기타 일부)이지만, 많은 카메라에는 1.6(대부분의 캐논 DSLR), 1.7(초기 시그마 DSLR), 2(포서즈 시스템 및 마이크로 포서즈 시스템 카메라)의 크롭 팩터가 있다. 1.5는 카메라의 렌즈 화각이 35mm 풀프레임 카메라의 1.5배 더 긴 초점 거리의 렌즈와 동일하다는 것을 나타내며, 이는 크롭 팩터가 초점 거리 배율로도 알려진 이유를 설명한다. 예를 들어, DSLR에 28mm 렌즈(크롭 팩터 1.5)를 장착하면 풀프레임 카메라의 42mm 렌즈와 같은 화각을 생성한다. 따라서 디지털 카메라에 풀프레임 카메라와 동일한 화각을 제공할 렌즈의 초점 거리를 결정하려면 풀프레임 렌즈의 초점 거리를 크롭 팩터로 나누어야 한다. 예를 들어, 풀프레임 35mm 카메라의 30mm 렌즈와 동일한 화각을 1.5 크롭 팩터의 디지털 카메라에서 얻으려면 20mm 렌즈를 사용해야 한다.

APS 크기 디지털 카메라의 시야는 풀프레임 35mm 포맷 카메라에서 크롭 팩터에 의해 증가된 더 긴 렌즈의 시야와 동일하다.

렌즈 제조업체들은 이러한 카메라를 위해 훨씬 더 짧은 초점 거리의 광각 렌즈를 만들어 대응했다. 이렇게 함으로써 그들은 투사되는 이미지의 직경을 포토센서의 대각선 측정값보다 약간 더 크게 제한한다. 이는 디자이너에게 특히 줌 렌즈일 때 이러한 짧은 초점 거리에서 고품질 이미지를 경제적으로 생산하는 데 필요한 광학 보정을 제공하는 데 더 많은 유연성을 제공한다. 여러 제조업체의 최소 초점 거리 10mm 줌 렌즈가 그 예이다. 10mm에서 이 렌즈들은 크롭 팩터가 1.5일 때 풀프레임 카메라의 15mm 렌즈와 같은 화각을 제공한다.

## 구조

일반적인 단초점 광각 렌즈의 단면도.

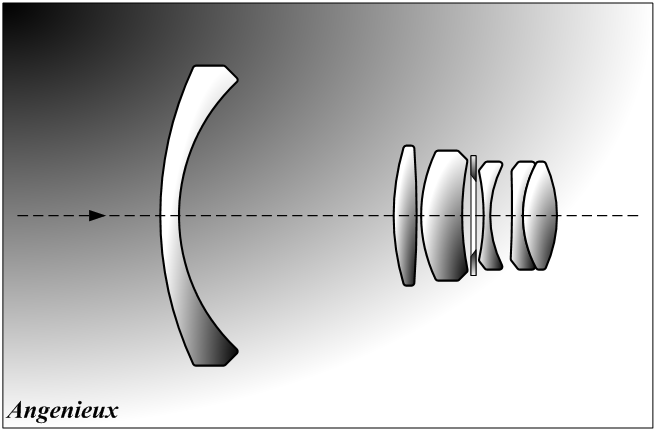
일반적인 레트로포커스 광각 렌즈의 단면도.

광각 렌즈에는 단초점 렌즈와 레트로포커스 렌즈의 두 가지 종류가 있다.
단초점 렌즈는 일반적으로 조리개 앞뒤로 모양이 어느 정도 대칭적인 여러 유리 요소로 구성된다. 초점 거리가 줄어들면 렌즈의 후면 요소에서 필름 평면 또는 디지털 센서까지의 거리도 줄어든다.
이것은 단초점 광각 렌즈가 단일 렌즈 반사식 카메라에는 적합하지 않게 만든다. 반사경이 잠긴 상태로 사용되는 경우는 예외이다. 대형 포맷 뷰 카메라와 거리계 연동 카메라에서는 단초점 렌즈가 레트로포커스 디자인보다 왜곡이 적고 긴 후방 초점 거리가 필요 없기 때문에 널리 사용된다.

유효 초점 거리는 센서에서 렌즈 전면 개구부와 동일한 크기의 센서로 가는 빛 원추까지의 거리로 측정된다.

레트로포커스 렌즈는 비대칭 설계를 통해 후면 요소가 유효 초점 거리보다 필름 평면에서 더 멀리 떨어져 있을 수 있도록 함으로써 이러한 근접 문제를 해결한다. (앙제뉴 레트로포커스 참조.)
예를 들어, 18mm 레트로포커스 렌즈의 후면 요소가 필름 평면에서 25mm 이상 떨어져 있는 것은 드문 일이 아니다. 이를 통해 단일 렌즈 반사식 카메라용 광각 렌즈를 설계할 수 있다.
초광각 렌즈 및 대형 포맷 카메라의 일부 광각 렌즈의 초점 조절 범위는 일반적으로 매우 작다.
일부 제조업체(예: 린호프)는 렌즈를 전면 스탠드를 움직이지 않고도 정밀하게 초점을 맞출 수 있는 특수 초점 렌즈 마운트인 '광각 초점 장치'를 카메라에 제공했다.

## 개발
최초의 광각 렌즈는 1850년대 사진작가 토마스 서튼이 개발했다. 이 렌즈는 물로 채워진 렌즈로 회전하는 본체 없이 파노라마 영상을 만들었다.

## 같이 보기
- 표준 렌즈
- 망원 렌즈
- 크롭 팩터